# José Maria Santos
José Maria Ferreira Maciel dos Santos (Guarapuava, 12 de dezembro de 1933 — Curitiba, 4 de janeiro de 1990), foi um ator e diretor teatral brasileiro. Atuou no teatro, televisão e cinema e foi diretor de teatro do TECEFET (grupo de teatro do CEFET-PR).
Em sua homenagem, o antigo Teatro Treze de Maio foi reinaugurado em 27 de junho de 1998 com o nome de Teatro José Maria Santos, fazendo parte dos teatros sob administração do Centro Cultural Teatro Guaíra.

## Trabalhos em que se destacou

### Teatro
- "O boi e o burro", de Maria Clara Machado.
- "Lá", de Sérgio Jockyman.

### Cinema
- "Aleluia Gretchen", de Sylvio Back. Em 1977, recebeu o prêmio Kikito como melhor ator coadjuvante como Dr. Aurélio.

### Diretor de Teatro TECEFET
- "O Auto da Compadecida", de Ariano Suassuna - 1973.
- "O Irmão das Almas", de Martins Pena - 1973.
- "Chapetuba Futebol Clube", de Oduvaldo Viana Filho - 1974.
- "Pagador de Promessas", de Dias Gomes - 1975.
- "Os Falantes e a Guarda Cuidadosa", de Cervantes - 1976.
- "Pequenos Burgueses", de Máximo Gorki - 1977.
- "Arena Conta Zumbi" e "Arena Conta Tiradentes", - 1978.
- "Na Boca dos Poetas", de criação coletiva - 1979.
- "A Invasão", de Dias Gomes - 1978.
- "A Ameaça Veio Com a Chuva", de Mírian San Juan - 1981.
- "A Ralé", de Máximo Gorki - 1982.
- "O Doente Imaginário", de Molière - 1983.
- "Tudo Azul no Hemisfério Sul", de Marcos Borges - 1984.
- "Eles Não Usam Black-Tie", de Gianfrancesco Guarnieri - 1985.
- "Bodas de Sangue", de Federico Garcia Lorca - 1989.